# Эбле, Жан-Батист
Жан-Батист Эбле (фр. Jean-Baptiste Eblé; 21 декабря 1758, Сен-Жан-де-Рорбах, Мозель — 31 декабря 1812, Кёнигсберг, Восточная Пруссия) — французский военный деятель, первый генеральный инспектор артиллерии (3 января 1813 года), дивизионный генерал (с 25 октября 1793 года), барон (1808 год), участник революционных и наполеоновских войн.

## Начало военной службы
Жан-Батист Эбле родился 21 декабря 1758 года в Сен-Жан-де-Рорбахе в семье Жана Эбле (фр. Jean Eblé; ок. 1725 года) и Мари Метрен (фр. Marie Metrin; ок. 1735 года). Его отец служил сержантом артиллерии в Осонском полку (с 1791 года — 6-й полк пешей артиллерии), и достиг звания капитана, а также был награждён орденом Святого Людовика.
31 декабря 1767 года Жан-Батист был приписан к артиллерийской части как сын полка. 21 декабря 1773 года стал канониром. Его качества быстро заметили, и 22 апреля 1775 года он стал сержантом. Боевое крещение он получил в 1782 году, участвуя в обороне Женевы от сардинских войск. К октябрю 1785 года сумел дослужиться до чина 3-го лейтенанта. 1 сентября 1787 года был послан в Неаполь для организации артиллерии. Узнав о создании первой антифранцузской коалиции, Эбле поспешил на родину, отказавшись от щедрых посулов и заманчивых предложений со стороны неаполитанского правительства.

## Карьера в годы Революции
31 мая 1792 года его направили во 2-ю конную роту 7-го артиллерийского полка, которую он помог создать. Войны Революции и Империи наконец позволят ему проявить свои выдающиеся профессиональные и человеческие качества.
Поступив в армию генерала Дюмурье, с 26 августа 1793 года исполнял обязанности командира батальона 6-го полка пешей артиллерии, базировавшийся в лагере Ля Мадлен, и входивший в состав Северной армии. 8 сентября в качестве командира артиллерии дивизии он принял участие в битве при Ондскоте, а затем внёс свой вклад в снятие осады Дюнкерка, где его действия были особенно отмечены. За отвагу и лидерские качества 29 сентября 1793 года Эбле был произведён в бригадные генералы. С 10 октября того же года он занимал пост директора артиллерийского парка Северной армии.
Переведенный в Арденнскую армию, он участвовал в победе при Ваттиньи 16 октября 1793 года и на следующий день получил командование парком этой армии. Во время Голландской кампании он распределял оружие между различными армейскими подразделениями, таким образом создавая резервные парки и склады боеприпасов на всех направлениях операций. В дальнейшем эта инновационная система будет использоваться повсеместно. 25 октября 1793 года был произведён в дивизионные генералы и возглавил артиллерию Северной армии. Под началом генерала Моро он отличился во время осады Ипра (июнь 1794 года) и Ньюпора (июль 1794 года), во время которых его разумные меры вынудили гарнизон капитулировать после всего трёх дней в траншеях, при Эклюзе, при Форте Кревекёр, при Буа-ле-Дюке и Неймегене.
21 ноября 1794 года был назначен генеральным инспектором артиллерии. В 1795 году был переведён в состав Голландской армии и во многом своими решительными действиями способствовал завоеванию французами  Батавской республики. 12 июля 1795 года стал инспектором 9-го артиллерийского округа. 6 сентября этого года на него возложили ответственность за Антверпенский артиллерийский парк.
С 19 апреля 1796 года по 3 июля 1797 года Эбле командовал артиллерией Рейнско-Мозельской армии под началом генерала Моро. Затем ему было поручено защищать город Кель, осажденный эрцгерцогом Карлом в ноябре 1796 года. Сумев отстоять город, Эбле подтвердил прекрасные навыки артиллериста как в наступлении, так и в обороне.
20 ноября 1798 года переведён командующим артиллерией в Римскую армию генерала Шампионне, перед которой была поставлена задача по завоеванию Неаполитанского королевства. Несмотря на очень плохое снабжение, Эбле сумел выполнить свою миссию благодаря исключительным качествам лидера. В ходе кампании он отличился при осаде Гаэты, что дало ему возможность пополнить парк осадной артиллерией, затем Капуи (10 января 1799 года) и, наконец, во время взятия Неаполя (22-23 января 1799 года).
3 июля 1799 года он принял командование над артиллерией Альпийской армии. 20 декабря 1799 года вновь присоединился к Моро в Рейнской армии и стал командиром артиллерии резервного корпуса, и блестяще проявил себя в ходе всей кампании.

## Послужной список Жан-Батиста Эбле (1801—1812 годы)

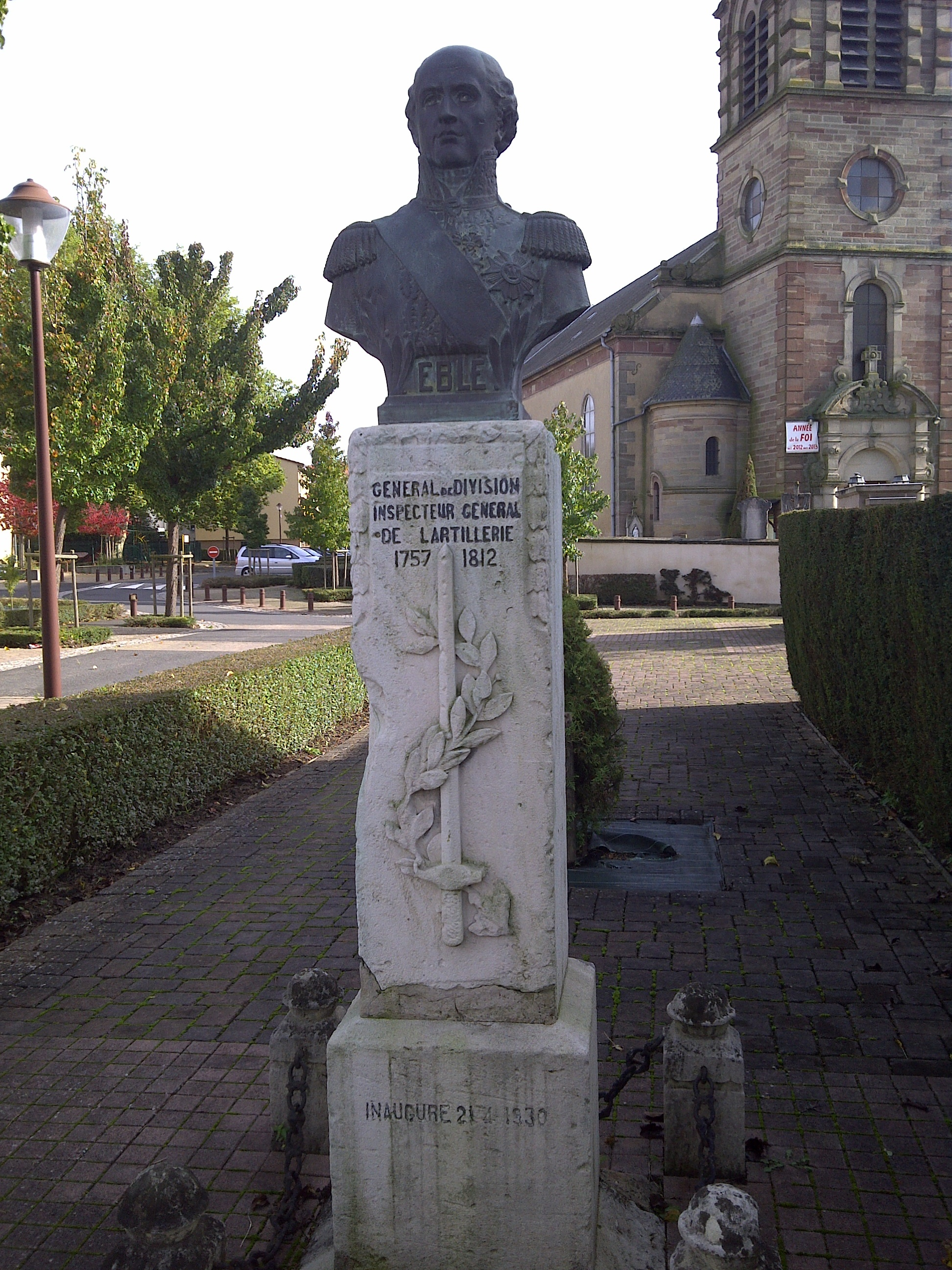
Бюст генерала Эбле в Сен-Жан-Рорбахе.

29 декабря 1801 года Эбле был введён в состав Чрезвычайного совета по делам артиллерии. 22 июня 1803 года он был назначен командующим артиллерией французской армии в Батавии, затем 8 декабря 1803 года он был назначен ответственным за артиллерию Утрехтского лагеря. 7 февраля 1804 года возглавил артиллерию Армии Ганновера. 29 августа 1805 года эта армия стала 1-м армейским корпусом Великой Армии маршала Бернадота. В октябре 1806 года он отвечал за приведение в состояние обороны Майнца и других городов, расположенных на границе с Рейном. Вскоре после этого он вернулся на службу в 1-й корпус и отличился в битве при Галле 17 октября и при взятии Любека 6 ноября 1806 года. 17 ноября 1806 года Эбле был назначен губернатором Магдебурга, и во время пребывания в этой должности он проявил свою человечность и организованность.
С 26 января 1808 года он отвечал за инспекцию укреплений к северо-востоку от Антверпена. В феврале 1808 года он был прикомандирован к Вестфальской армии короля Жерома, и возглавлял 3-ю дивизию в Магдебурге. С сентября 1808 года по 20 января 1810 года Жан-Батист занимал должность военного министра королевства Вестфалии. На своём посту он способствовал значительному препятствованию подрывной деятельности и повстанческому движению майора фон Шилля, который принес ему похвалу короля Жерома и Императора.
15 июня 1809 года стал генерал-полковником гвардии Вестафальского королевства, а 28 августа – камергером двора короля Жерома.
14 марта 1810 года Эбле был отозван в Париж и введён в Артиллерийский комитет. 26 апреля 1810 года генерала перевели в Португальскую армию командующим артиллерией. Под огнём его пушек рушились стены испанских крепостей: Сьюдад-Родриго (с 6 июня по 10 июля 1810 года) и Алмейда  (с 24 июля по 28 августа 1810 года). По приказу маршала Массена Эбле возводит превосходные мосты через Тахо и, тем самым, позволяет обезопасить коммуникации французской армии. 13 марта 1811 года генерал Эбле вернулся в Париж, и вощёл в состав артиллерийского комитета. 23 ноября того же года его вновь направили в Германию в должности временного командующего артиллерией.

## От Немана до Березины. Скоропостижная кончина Великого Понтонера Великой армии

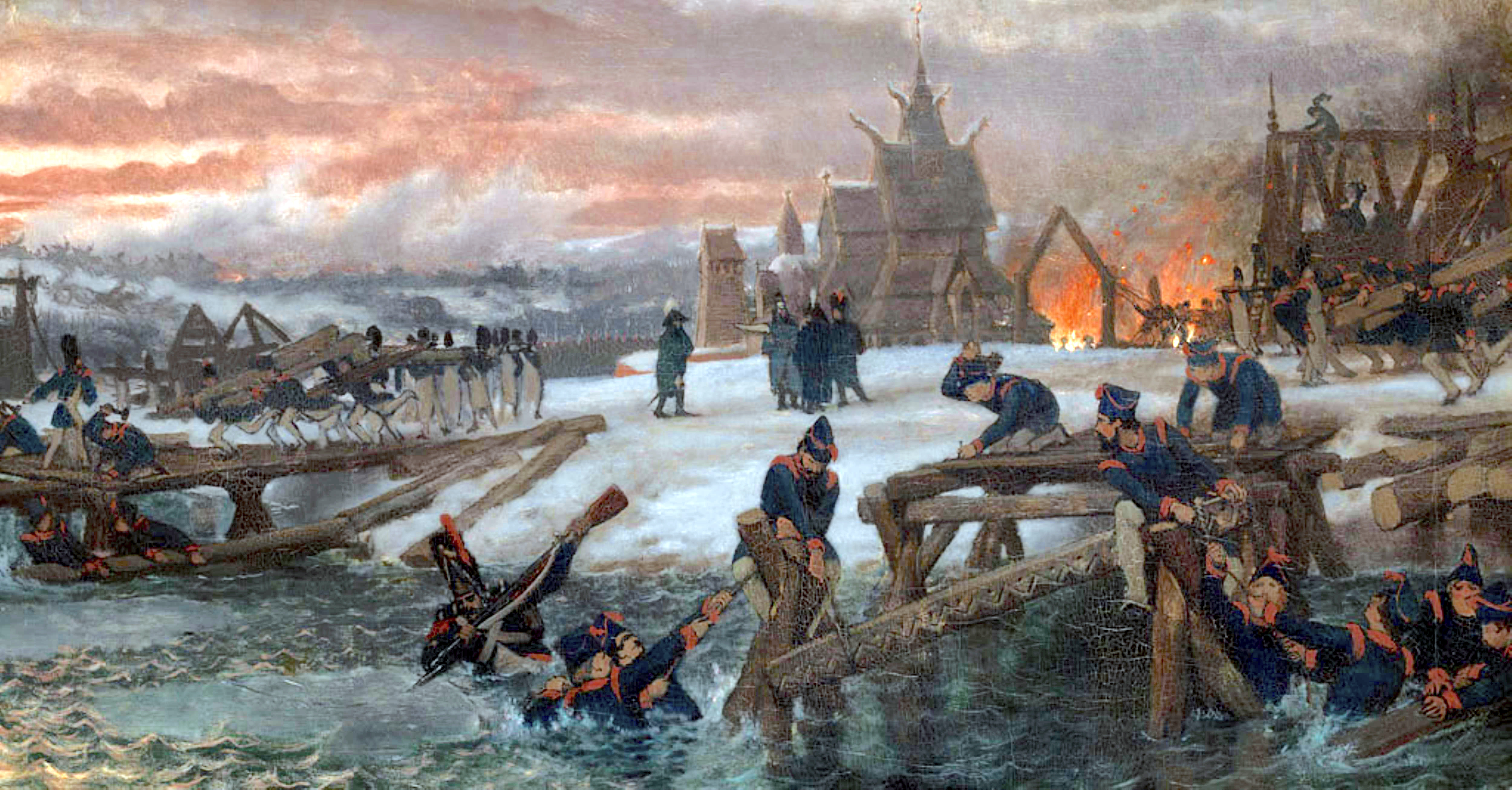
Понтонеры генерала Эбле. Художник Лоуренс Альма-Тадема

7 февраля 1812 года Эбле получил должность, которая сыграла роковую роль в его жизни. В преддверии Русского похода его сделали главным начальником строительства и понтонов Великой армии. В ходе кампании в России Жан-Батист Эбле и его подчинённые безупречно справлялись со своими профессиональными обязанностями, позволяя частям Великой армии безостановочно преследовать русскую армию, сжигавшую за собой все мосты. Отличился при взятии Смоленска 17 августа. Однако настоящий подвиг французские понтонёры и их командиры совершили при форсировании Березины с 26 по 29 ноября. При отступлении, Наполеон распорядился уничтожать всё, что невозможно было эвакуировать, чтобы лишить русскую армию военных трофеев. Эбле получил приказ «избавиться» от своего понтонного парка, но храбрый генерал отказался исполнять волю императора, и его неповиновение спасло армию. К Березине он привёл две походные кузницы, две повозки с углём и шесть — с инструментами. 100 отчаянных понтонеров, используя эти запасы, сознательно жертвуя собой, вошли в ледяную воду и за ночь навели три моста. Сплошным потоком по этим переправам двинулись войска. Мосты рушились, но их неизменно восстанавливали, отбивая при этом атаки наседавшего противника. Эбле неотлучно находился у мостов, воодушевляя своих самоотверженных солдат.
Березинская переправа и суровая зима 1812 года подорвали силы и здоровье Эбле. 18 декабря Наполеон назначил его главнокомандующим артиллерией Великой армии, но эту должность бесстрашному Понтонеру довелось занимать всего лишь 12 дней. 31 декабря 1812 года Жан-Батист Эбле скончался от истощения и переохлаждения. 3 января 1813 года Император не зная, что генерал уже скончался, назначил его Первым генеральным инспектором артиллерии. 8 января 1813 года посмертно получил титула графа.
Имя генерала высечено на восточной стороне Триумфальной арки. Его сердце было перенесено в склеп Дома Инвалидов.
Его племянником был Шарль Эбле, военный деятель, дивизионный генерал, генеральный инспектор артиллерии, инженер, педагог, ректор Парижской Политехнической школы (1854—1860).

## Воинские звания
- Канонир (21 декабря 1773 года);
- Сержант (22 апреля 1775 года);
- Старший сержант (7 июля 1779 года);
- Третий лейтенант (28 октября 1785 года);
- Второй лейтенант (1 января 1791 года);
- Первый лейтенант (6 февраля 1792 года);
- Второй капитан (18 мая 1792 года);
- Капитан (7 декабря 1792 года);
- Командир батальона (26 августа 1793 года);
- Бригадный генерал (29 сентября 1793 года).
- Дивизионный генерал (25 октября 1793 года):
- Первый генеральный инспектор артиллерии (3 января 1813 года).

## Титулы

Герб барона.

- Барон Эбле и Империи (фр. baron Eblé et de l'Empire; декрет от 19 марта 1808 года, патент подтверждён 26 октября 1808 года);
- Граф Эбле и Империи (фр. comte Eblé et de l'Empire; декрет от 8 января 1813 года, патент подтверждён 8 апреля 1813 года в Сен-Клу)[1].

## Награды
Легионер ордена Почётного легиона (23 декабря 1803 года)
 Великий офицер ордена Почётного легиона (14 июня 1804 года)
 Кавалер баварского ордена Льва
 Великий командор ордена Вестфальской короны